# (36406) 2000 OQ48
2000 OQ48 (asteroide 36406) é um asteroide da cintura principal. Possui uma excentricidade de 0.19005080 e uma inclinação de 4.89631º.
Este asteroide foi descoberto no dia 31 de julho de 2000 por LINEAR em Socorro.